# ناتدوارا

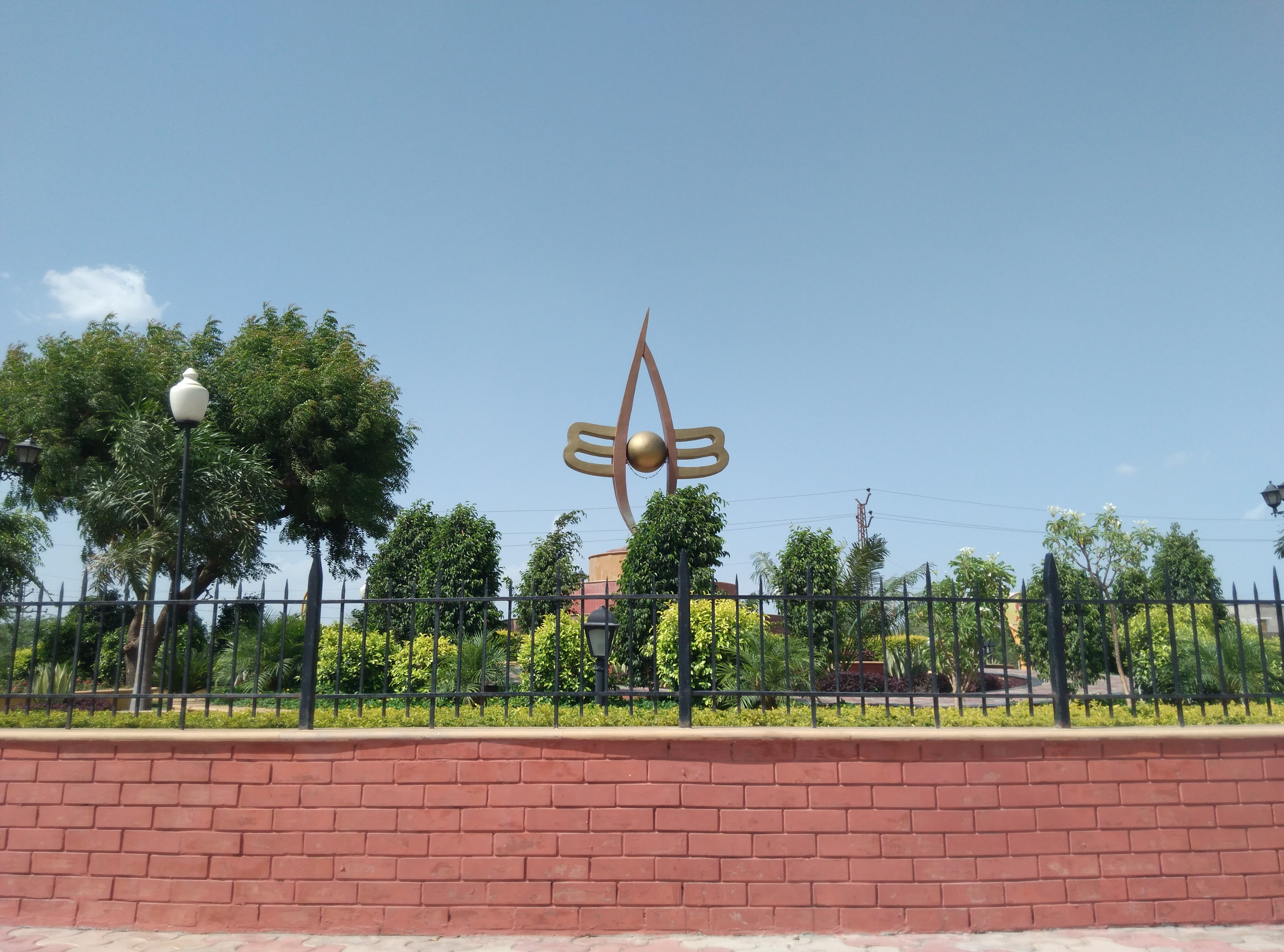
دائرة العين الثالثة، ناثدوارا، منطقة راجساماند، راجاستان

ناتدوارا (بالإنجليزية: Nathdwara) هي مدينة في منطقة راجساماند في ولاية راجاستان، الهند. تقع في تلال أرافالي، على ضفاف نهر باناس وتبعد 48 كيلومترًا شمال شرق أودايبور. كان الإله يُعبد في الأصل في جاتبورا، ماثورا ونُقل في عام 1672 من تل جوفاردان، بالقرب من ماثورا على طول نهر يامونا المقدس بعد الاحتفاظ به في أجرا لمدة ستة أشهر تقريبًا. حرفيًا، ناتدوارا تعني "بوابة شريناثجي (الإله)".

## التركيبة السكانية
وفقًا لتعداد الهند الصادر عام 2001، بلغ عدد سكان ناتدوارا 37007 نسمة. حيث يشكل الذكور 52% من السكان بينما تشكل الإناث 48%. يبلغ متوسط معدل الإلمام بالقراءة والكتابة في ناتدوارا 73.0%، وهو أعلى من المتوسط الوطني البالغ 59.5%؛ ويبلغ معدل الإلمام بالقراءة والكتابة بين الذكور 80% والإناث 65%. كما يشكل الأطفال تحت سن 6 سنوات 13% من إجمالي السكان.